# 上村頼孝
上村 頼孝（うえむら よりよし/よりたか）は、戦国時代の武将。相良氏の家臣。上村頼興の次男で上村氏14代当主。相良氏17代当主相良晴広は実兄。

## 略歴
上村氏は相良氏の庶流。
天文24年（1555年）、兄・晴広の死去により後を継いだ甥相良義陽の家督相続を不満に思っており、義陽の後見人であった父頼興の死で上村氏を継いで上村城主となったのを機に、弘治3年（1557年）6月、弟の上村頼堅（豊福城主）、稲留長蔵（岡本城主）と共に反乱を起こした。しかし頼堅が最初に敗れ、頼孝は久木野城に籠り、菱刈重任や北原氏500余名からの援軍も得たものの撃退されて、同年9月20日（8月13日とも）、北原氏の治める飯野へと逃亡した。
永禄3年（1560年）、義陽が無量壽院の住職・正阿弥（東出羽守）を派遣し甘言をして説得したので、7月29日、頼孝は帰国を許されたと考えて士卒700余名と共に帰還して、水俣城下に住んだ。
しかし、永禄10年になって義陽は奉行の蓑田信濃守・高橋駿河守を頼孝を討つために兵と共に差し向けた。これを聞いた深水源八郎長則は、一族衆である頼孝への仕打ちとしてこちらの侍が一人も死なない事は礼儀に反すると執政である父・深水宗方へ訴え、自ら相果てる役目を志願して了承された。頼孝と源八郎は互いに酒を酌み交わした後に槍を合わせ、頼孝は源八郎を突き殺すと自ら切腹して果てた。享年51。法名は本山蓮光。嫡子・四郎頼辰もこの時切腹した。享年24。近習も尽く殉死した。しかし他の子らは幼少を理由に許されている。